# Cashback
Cashback började som en 18 minuters kortfilm av modefotografen Sean Ellis, som fick en Oscarsnominering 2006, samma år som den 108 minuter långa långfilmen Cashback släpptes. Filmen handlar om en konststudent, spelad av Sean Biggerstaff, som tillbringar sina arbetsnätter i en mataffär där han målar av kvinnor, och försöker komma över sin ex-flickvän. I filmen spelar också bland annat Emilia Fox och Michelle Ryan.